# Penisola di Noto

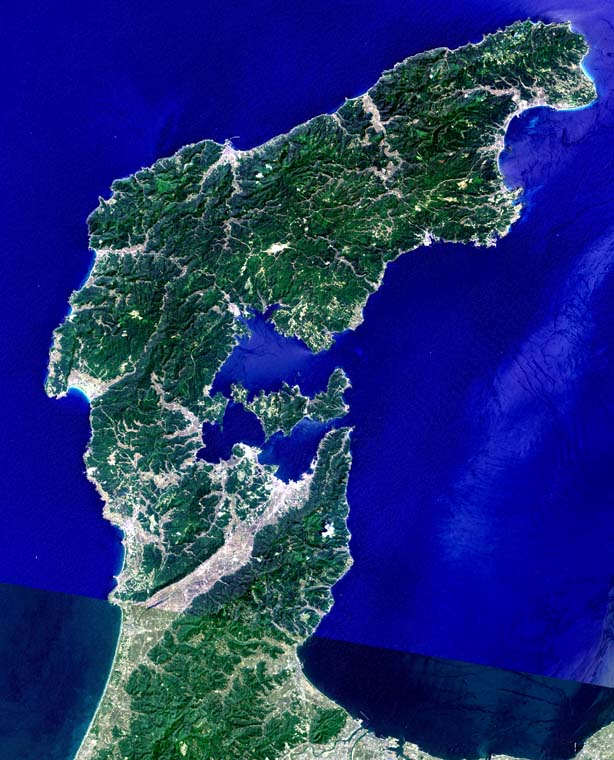
Immagine satellitare della penisola con dati ad alta risoluzione

La penisola di Noto (能登半島, Noto-hantō) è una penisola che si protende a nord nel mare del Giappone partendo dalla costa delle prefettura di Ishikawa nella parte centrale di Honshū, l'isola principale del Giappone.

## Nome
Noto non ha alcun significato nella lingua giapponese. La tesi maggiormente diffusa fa provenire il termine dall'Ainu, dove not significa "penisola"; la -o finale è presumibilmente un'epitesi vocale, dato che la lingua giapponese consente solo il suono 'n' (a volte pronunciato come 'm') come una consonante finale (ad esempio Shimbun). 
Il nome è scritto con due ateji: 能 nō (abilità) e 登 tō/to (salire).

## Geografia

Posizione della penisola

### Tre regioni
L'area della penisola di Noto è divisa in 3 regioni.

#### Kuchi-Noto (Ingresso di Noto)
Parte sud della zona: Hakui, Kahoku, Hōdatsushimizu, Shikama.

#### Naka-Noto (Medio Noto)
Parte centrale della zona: Nanao, Wakura Onsen, Nakanoto, Tatsuruhama.

#### Oku-Noto (Nord Noto)
Parte a nord della zona: Wajima, Suzu, Noto, Anamizu, Notojima.

## Trasporti

### Ferrovie
JR Linea Nanao da Kanazawa a Wakura-Onsen via Unoke, Hakui, Nanao.
Ferrovia di Noto: tratto ferroviario di carattere regionale a gestione privata, dalla stazione di Anamizu raggiunge la stazione di Takojima.

### Aeroporto
Aeroporto di Noto

### Strade e autostrade
Autostrada di Noto
No-etu Expressway

## Eventi
Questa zona geografica è storicamente importante per il cosiddetto "incidente della penisola di Noto", avvenuto il 23-24 marzo 1999, quando alcuni cacciatorpediniere giapponesi (fra i quali il Myoko e l'Haruna), inseguirono e ingaggiarono due navi spie nordcoreane, entrate illegalmente nelle acque territoriali giapponesi. In questa occasione furono sparate diverse cannonate di avvertimento, e fu la prima volta dopo la Seconda guerra mondiale, che navi da guerra giapponesi spararono contro altre navi straniere. 
Il 25 marzo del 2007, la penisola ha subito gli effetti di un terremoto, che ha causato un morto e almeno 170 feriti. Nel 2024 la penisola ha subito un altro terremoto dagli effetti più devastanti.